# Colibrí de Goldman
El colibrí de Goldman (Goldmania violiceps) és una espècie d'ocell de la família dels troquílids (Trochilidae) i única espècie del gènere Goldmania. Habita la selva humida de les terres altes, entre 600 i 1400 m, a l'est de Panamà i l'extrem nord-oest de Colòmbia.